# إيفي تمبلتن
إيفي تِمبلتُن (بالإنجليزية: Evie Templeton) (مواليد 31 ديسمبر 2008) هي ممثلة بريطانية اشتهرت بدورها في فيلم الرعب "Lord of Misrule" وبالأداء الصوتي لشخصية لورا في النسخة الجديدة من لعبة سايلنت هيل 2 التي أصدرتها شركة كونامي. كما برزت بدور آغنيس ديميل في الموسم الثاني من مسلسل الرعب الكوميدي وينزداي الذي تعرضه منصة نتفليكس.

## حياتها
ولدت تمبلتن في جزيرة باربادوس في 31 ديسمبر 2008.

## أعمالها

### الأفلام
| السنة | الفيلم             | الدور             | ملاحظات |
| ----- | ------------------ | ----------------- | ------- |
| 2022  | بينوكيو            | فرقة جزيرة المتعة |         |
| 2023  | Lord of Misrule    | غريس هولاند       |         |
| 2026  | العودة لسايلنت هيل | لورا              | قادم    |

### التلفزيون
| السنة | اسم المسلسل     | الدور                         | ملاحظات                  |
| ----- | --------------- | ----------------------------- | ------------------------ |
| 2022  | Life After Life | فريدا (عمرها 10 سنوات)        | الحلقة: #1.4             |
| 2024  | Criminal Record | ليزا هيغارتي (عمرها 10 سنوات) | الحلقة: "The Sixty-Twos" |
| 2025  | وينزداي         | آغنيس ديميل                   | دور رئيسي؛ الموسم 2      |

### ألعاب الفيديو
| السنة | اسم اللعبة   | الدور | ملاحظات    |
| ----- | ------------ | ----- | ---------- |
| 2024  | سايلنت هيل 2 | لورا  | لعبة فيديو |